# Kokborok
Kokborok (auch Tripuri) ist eine Sprache, die von den Tripuri im indischen Bundesstaat Tripura und den angrenzenden Regionen in Bangladesch gesprochen wird. Der Name Kokborok setzt sich aus den Wörtern Kok (Sprache) und Borok (hier: die Tripuri) zusammen.
Kokborok ist bereits seit dem 1. Jahrhundert n. Chr. schriftlich belegt. Die Sprache wurde damals in der Koloma-Schrift geschrieben und vor allem zur Beschreibung tripurischer Könige verwendet. Seit 1979 ist die Sprache Amtssprache des Bundesstaates Tripura. Die Anerkennung der Sprache als eine Nationalsprache Indiens wird noch diskutiert.

## Phonetik und Phonologie
Die Phonetik des Kokborok entspricht der Phonetik der meisten tibeto-birmanischen Sprachen.

### Vokale
|                 | vorne | vorne | hinten | hinten |
| ung.            | ger.  | ung.  | ger.   |        |
| geschlossen     | i     | y     |        | u      |
| halbgeschlossen | e     |       |        |        |
| halboffen       |       |       |        | ɔ      |
| offen           | a     |       |        |        |

## Schrift
Die Koloma-Schrift ist aus dem Gebrauch geraten, seit dem 19. Jahrhundert wird Kokborok in der bengalischen Schrift geschrieben. Nach der Unabhängigkeit Indiens und dem Anschluss Tripuras an Indien wird jedoch vermehrt die lateinische Schrift verwendet. Die Frage, welcher Schrift der Vorzug gegeben werden sollte, ist Gegenstand politischer Debatten. Im Moment sind beide Schriften in Gebrauch.